# Felix zur Nedden
Felix zur Nedden, auch Felix Zur Nedden oder Felix ZurNedden, (* 30. August 1916; † 29. März 2013) war ein  deutscher Architekt, Stadtplaner und kommunaler Baubeamter in Hannover.

## Leben
Felix zur Nedden verbrachte seine Jugendzeit in Bad Homburg.
Im Zweiten Weltkrieg geriet zur Nedden in Kriegsgefangenschaft. Nach seiner Entlassung begann er 1946 das Studium der Architektur, zunächst an der Technischen Hochschule Wien, dann an der Technischen Hochschule Hannover.
Nachdem Rudolf Hillebrecht schon 1948 zum Stadtbaurat der neuen niedersächsischen Landeshauptstadt Hannover berufen worden war, wurde zur Nedden im Jahr 1951 beim Stadtplanungsamt Hannover tätig. Als in den Jahren 1951 und 1952 der ehemalige Militärflugplatz Evershorst nach Plänen von Friedrich Wilhelm Petzel zu dem für den öffentlichen Verkehr geeigneten Flughafen ausgebaut wurde, baute Felix zur Nedden eine ehemalige Flugzeughalle zum ersten Abfertigungsgebäude des neuen Flughafens Hannover aus.

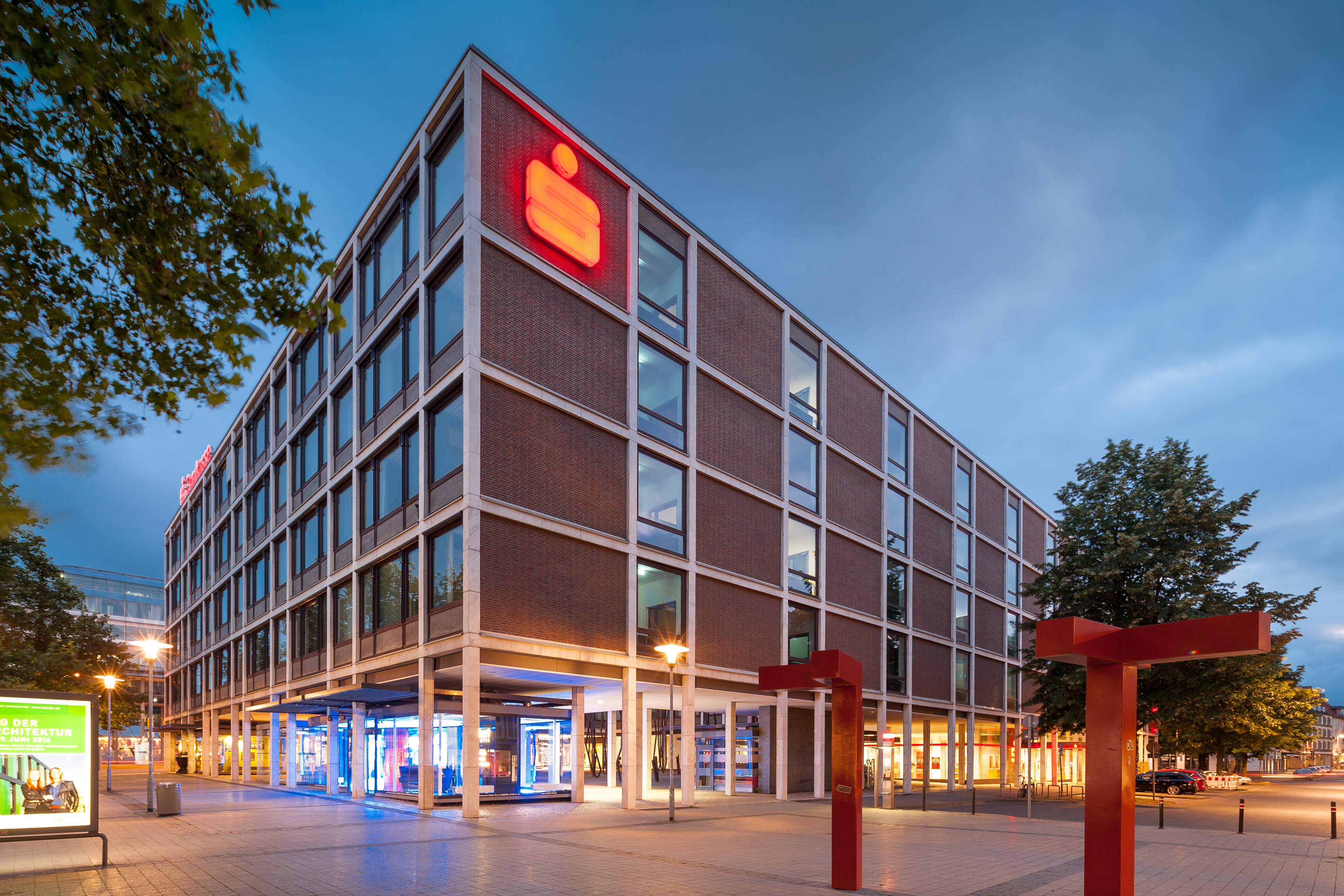
Gebäude Aegidientorplatz 1, hier mit dem Logo der Sparkasse, abends gesehen von der Breite Straße, davor die – späteren – Winkelelemente des Künstlers Günter Tollmann

Von 1958 bis 1959 entstand nach Plänen der Architekten Walter Hämer, Hardt-Waltherr Hämer, Fritz Eggeling und Felix zur Nedden der Neubau Aegidientorplatz 1 für die Magdeburger Versicherung, zugleich der „Abschluss und der bedeutendste Teil der Aegi-Neugestaltung über Flächen der ehemaligen Aegidienneustadt“.
Etwa zur selben Zeit verwirklichte zur Nedden gemeinsam mit Ulrich Zelinsky das städtebauliche Konzept zur Erschließung des historischen Flughafengeländes, auf dem 1959 das Gewerbegebiet Alter Flughafen entstand.
Ebenfalls noch in den 1950er Jahren fertigte zur Nedden eigene Fotografien aus der Zeit des neuen Planens und Bauens der Nachkriegszeit, die der Architekt Friedrich Lindau teilweise in späteren entsprechenden Publikationen verwendete.
1965 übernahm zur Nedden – nun im Rang eines Oberbaurats – die Leitung des hannoverschen Stadtplanungsamts.
Über die Neugestaltung der Innenstadt Hannovers publizierte Felix zur Nedden anlässlich des 60. Geburtstags von Stadtbaurat Rudolf Hillebrecht im Jahr 1970 seine Schrift Stadtmitte im Wandel. In jenen Jahren wirkte zur Nedden zudem als Vorsitzender der Landesgruppe Niedersachsen-Bremen der Deutschen Akademie für Städtebau und Landesplanung.
1972 war zur Nedden stellvertretender Preisrichter im bundesweiten Architektenwettbewerb um den Neubau des Café Kröpcke.
Zur Nedden war Mitglied im Heimatbund Niedersachsen, in dessen Zeitschrift Heimatland mehrere Beiträge von und über ihn erschienen, darunter 1982 zur Verleihung des Bundesverdienstkreuzes.
Zur Nedden war verheiratet und Vater mehrerer Kinder, darunter Dietrich zur Nedden und Martin zur Nedden. 
Felix zur Nedden wurde am 15. April 2013 nach einer Trauerfeier in der Pauluskirche auf dem Stadtfriedhof Engesohde beigesetzt.

## Schriften (Auswahl)
- Veränderte Schwerpunkte der städtebaulichen Aufgaben der Kernstadt. In: Hannover. Urbanistica-Verlag, Torino [Turin] o. J. (1968), S. 56–62.
- Stadtmitte im Wandel. In: Hannover, Hefte aus der niedersächsischen Landeshauptstadt, Heft 1 (1970), S. 11–14.
- Städtebau an einer Wende. In: Adressbuch der Landeshauptstadt Hannover, 1977.
- Aktuelle Probleme des Städtebaus in der Auseinandersetzung zwischen Bürgerbeteiligung und Rechtsaufsicht. Vortrag im 150. Kurs des Instituts „Städtebau und Recht“ vom 9. bis 13. November 1981. Institut für Städtebau der Deutschen Akademie für Städtebau und Landesplanung, Berlin 1981.
- Stadterneuerung heute. Vortrag im 164. Kurs des Instituts „Städtebau und Recht“ vom 8. bis 12. November 1981. Institut für Städtebau der Deutschen Akademie für Städtebau und Landesplanung, Berlin 1982.
- (als Bearbeiter): Hannover ehemals, gestern und heute. Stadt im Wandel zwischen Bewahren und Erneuern. Steinkopf, Stuttgart 1984, ISBN 3-7984-0600-6. (Inhaltsverzeichnis bei der Deutschen Nationalbibliothek)
- Hannover im Wandel. Einst, gestern, heute. Medien-Verlag Schubert, Hamburg 1998, ISBN 3-929229-57-9.